# Planeta gegant

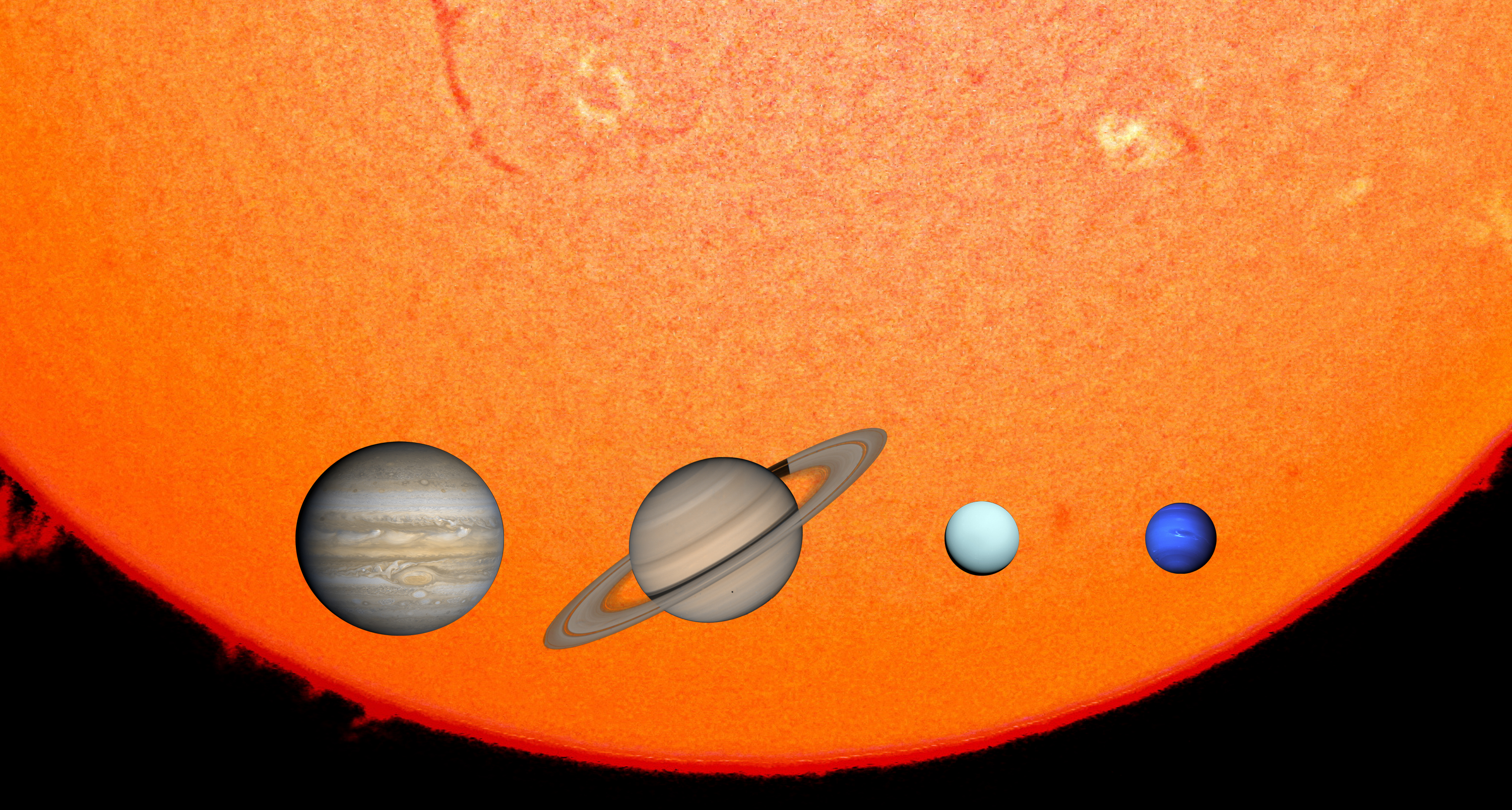
Els quatre planetes gegants del Sistema Solar sobre el Sol, a escala

Masses relatives dels planetes gegants del Sistema Solar

Un planeta gegant és qualsevol planeta massiu. Estan normalment compostos principalment de materials amb punts d'ebullició baixos (gasos o gels), més que roques o d'altres materials sòlids, tot i que planetes sòlids massius també poden existir. Hi ha quatre planetes gegants en el Sistema Solar: Jupiter, Saturn, Urà i Neptú. S'han identificat molts planetes gegants exosolars orbitant altres estrelles.
Els planetes gegants s'anomenen també planetes jovians, en referència a Júpiter i també gegants gasosos o de gas. Tanmateix, molts astrònoms només utilitzen aquest terme amb relació a Júpiter i Saturn, classificant Urà i Neptú, per la seva diferent composició, com a  gegants de gel. Tots dos noms poden crear confusió: tots els planetes gegants consisteixen principalment en fluids per sobre dels seus punts crítics, on no existeixen les diferents fases entre gas i líquid. Els components principals són hidrogen i heli en el cas de Jupiter i Saturn, i aigua, amoníac i metà en el cas d'Urà i Neptú.
Les diferències per definir entre un estel nan marró de massa molt baixa i un gegant de gas (~13 MJ) són controvertides. Alguns científics es basen en la formació, mentre d'altres en la física de l'interior. Part del debat fa referència a si "els nans marrons" han de, per definició, haver experimentat fusió nuclear en algun punt en la seva història.

## Descripció
Un planeta gegant és un planeta massiu i té una atmosfera gruixuda d'hidrogen i heli. Pot tenir un nucli dens fos d'elements rocosos, o el nucli pot haver-se dissolt completament ha dissolt i dispersat per tot el planeta si el planeta és prou calent. En planetes gegants ''tradicionals'' com Jupiter i Saturn (els gegants de gas) l'hidrogen i l'heli constitueixen la major part de la massa del planeta, mentre que només constitueixen una covertura exterior damunt Urà i Neptune, els quals estanmajoritàriament composts d'aigua, amoníac, i metà i, per tant, cada cop més anomenats "gegants de gel".
Entre planetes extrasolars, Jupiters ardents i Neptuns ardents són planetes gegants que orbiten molt a prop de les seves estrelles i per això tenen una temperatura superficial molt alta. Júpiters ardents eren, fins a la utilització de telescopis espacials, els planetes extrasolars coneguts més comuns, a causa de la facilitat relativa en detectar-los utilitzant instruments situats en terra.
Generalment es considera que els planetes gegants no tenen superfícies sòlides, però és més acurat  dir que no tenen superfícies, ja que els gasos que les constitueixen senzillament esdevenen prims i més prims amb distància creixent dels centres dels planetes, per finalment esdevenir indistingible del medi interplanetari. Per tant, aterrant en un planeta gegant és o no és possible, depenent en la mida i composició del seu nucli.

### Circulació a la zona del cinturó
Les bandes vistes en l'atmosfera de Jupiter són a causa de la circulació de contracorrents de materials que circulen i que se'ls anomena zones i cinturons, encerclant el planeta de forma paral·lela al seu equador. Les zones són les bandes més lleugeres, i estan a altituds més altes en l'atmosfera. Tenen un corrent intern cap amunt i presenten regions d'altes pressions. Els cinturons són les bandes més fosques, estan més avall en l'atmosfera, i tenir un corrent intern cap avall. Es tracta de zones de baixa pressió. Aquestes estructures són una mica anàlogues a les cèl·lules d'alta i baixa pressió dins l'atmosfera de la terra, però tenen una estructura molt diferent—bandes latitudinals embolcallen encerclant el planeta sencer, en contraposició a petites cèl·lules confinades de pressió de la Terra. Això sembla el resultat de la rotació ràpida i de la simetria subjacent del planeta. No hi ha cap oceà o massa de terra que pugui causar l'escalfament local i la velocitat de rotació és molt més alt que la de Terra.
Hi ha estructures més petites també: taques de colors i mides diferents. A Júpiter, L'estructura més coneguda és la Taca Vermella Gran, la qual ha estat present la planeta com a mínim des de fa 300 anys. Aquests estructura està formada per tempestes enormes. Algunes de les taques són núvols tempestuosos també

## Jupiter i Saturn
Jupiter i Saturn estan formats majoritàriament d'hidrogen i heli, amb els elements més pesats que fan entre 3 i 13 per cent de la seva massa. Es pensa que les seves estructures consisteixen en una capa exterior d'hidrogen molecular, envoltant una capa d'hidrogen metàl·lic líquid, amb un probable nucli fos de composició rocosa. La porció més externa de l'atmosfera d'hidrogen es caracteritza per moltes capes de núvols visibles que són majoritàriament compostos d'aigua i amoníac. La capa d'hidrogen metàl·lic constitueix el gruix de cada planeta, i ens referim com a  "metàl·lic" perquè la pressió molt gran converteix l'hidrogen en conductor elèctric. Es pensa que el nucli està format d'elements més pesats a  temperatures (20,000 K) i pressions tan altes que les seves propietats són encara difícils d'entendre.

## Urà i Neptú
Urà i Neptú  tenen clarament composicions interiors diferents de Jupiter i Saturn. Els models dels seus interiors comencen amb una atmosfera rica en hidrogen que estén des de la part superior del núvols avall fins a aproximadament 85% del radi de Neptú i 80% del d'Urà. Per sota, són predominantment "gelats", és a dir consisteixen majoritàriament d'aigua, metà, i amoníac. Hi ha també una part rocoso-gasosa, però diverses proporcions de gas-roca podrien imitar el gel pur, tot i que les proporcions exactes són desconegudes.
Els colors aiguamarins venen donats per capes atmosfèriques molt boiroses de color blau clar i fosc respectivament. Ambdues amb camps magnètics que són molt inclinat als eixos de rotació.
A diferència dels altres planetes gegants, Urà té una inclinació extrema que causa que les seves estacions siguin molt pronunciades. Els dos planetes també tenen altra diferència subtil però important. Urà té més hidrogen i heli que Neptú malgrat ser menys massiu. Nepté és per això més dens i té molta més calor interna i una atmosfera més activa. El model de Niça, de fet, suggereix que Neptú es formà més a prop del Sol que Urà, i per això hauria de tenir elements més pesats.

## Planetes gegants extrasolars
A causa de les limitacions tècniques actuals per detectar planetes extrasolars, molts dels que s'han trobat fins ara han estat d'una mida associada, en ralació al Sistema Solar, amb planetes gegants. Degut al fer que s'infereix que aquests planetes grans que tenen més en comú amb Júpiter que amb els altres planetes gegants, alguns han reclamat el terme "planeta jovià" és un terme més acurat per anomenar-los. Molts dels planetes extrasolars són molt més propers a les seves estrelles i per això molt més calent que els planetes gegants del Sistema Solar, fent possible que alguns d'aquells planetes siguin d'un tipus no observat al Sistema Solar. Considerant les abundàncies relatives dels elements en l'univers (aproximadament 98% hidrogen i heli) seria sorprenent trobar un planeta predominantment rocós més massiu que Júpiter. D'altra banda, els models de formació de sistemes planetaris  suggereixen que els planetes gegants no es podrien formar tan propers a les seves estrelles com s'ha observat.

## Terminologia
El terme gegant de gas va ser encunyat el 1952 per l'escriptor de ciència-ficció James Blish i en principi l'utilitzà per referir a tots els planetes gegants. El concepte, no obstant, és discutible perquè podria conduir a error, perquè en la majoria de planetes d'aquest volum la pressió és tan alta que la matèria no està en forma gasosa. A més dels sòlids del nucli i les capes superiors de l'atmosfera, tota la matèria es troba per sobre del punt crític, on no hi ha cap distinció entre líquids i gasos. Planeta fluid seria un terme més acurat. Júpiter també té hidrogen metàl·lic a prop del seu centre, però la major part del seu volum és hidrogen, heli, i traces d'altres gasos per sobre dels seus punts crítics. Les atmosferes observables de tots aquests planetes (a menys d'unitat profunditat òptica) és bastant prima comparada amb als seus radis, estenent-se potser un u per cent del centre. Per això les porcions observables són gasoses (per contrast amb Mart i la Terra que tenen atmosferes gasoses a través de les quals es pot veure l'escorça).
Aquest terme enganyós s'ha popularitzat perquè científics planetaris utilitzantr habitualment les paraules "roca", "gas", i "gel" com a comodí per les classes d'elements i compostos  que generalment trobem com a constituents planetaris, independentment de quina és la fase en què es troba la matèria. En el Sistema Solar exterior, l'hidrogen i l'heli es coneixen com a "gasos"; aigua, metà, i amoníac com a "gels"; i silicats i metalls com a "roques". Quan els interiors planetaris profunds, es consideren de ''gel'' carboni i oxigen, de "roca " el silici, i de "gas" hidrogen i heli. Les moltes maneres en les que Urà i Neptune difereixen de Jupiter i Saturn han fet que alguns científics usin aquest terme només per aquests dos últims planetes. Amb aquesta terminologia al cap, alguns astrònoms han començat referir-se a Urà i Neptune com a gegants de gel per indicar el predomini dels "gels" (en forma fluida) en la seva composició d'interior.
El terme alternatiu  planeta jovià fa referència al déu Romà Júpiter—la forma de genitiu del qual és Jovis, per això jovià—i d'aquesta manera s'indicaria que aquests planetes són similar a Júpiter.
Els objectes prou grans per començar la fusió de deuteri (per sobre de 13 masses jovianes per composició solar) s'anomenen nans marrons, i aquests ocupen la gamma de massa entre aquells grans planetes gegants i els estels de massa baixa. El tall de 13 masses jovianes (MJ)  és una regla general més que alguna cosa d'importància física precisa. Els objectes més grans cremarien la majoria del seu deuteri i els més petits només cremarien una mica, i el valor 13 MJ es trobaria com a punt mitjà. La quantitat de deuteri cremat depèn no només de la massa sinó també de la composició del planeta, especialment en la quantitat d'heli i deuteri present. L'Enciclopèdia de Planetes Extrasolars inclou objectes fins a 25 masses jovianes, i el Exoplanet Data Explorer fins a 24 masses jovianes.